# Tylocephale
A Tylocephale a hüllők (Reptilia) osztályának dinoszauruszok csoportjába, ezen belül a madármedencéjűek (Ornithischia) rendjébe, a Marginocephalia alrendjébe és a Pachycephalosauridae családjába tartozó nem.

## Tudnivalók
A Tylocephale (magyarul: „dagadt fej”), egy Pachycephalosauria nem volt, amely a késő kréta korban élt, mintegy 75 millió évvel ezelőtt. Az állat növényevő volt, és számítások szerint körülbelül 1,4 méter hosszú lehetett. A legmagasabb fejdudorja volt az összes Pachycephalosauria között.

## Felfedezése
A Tylocephalet mongóliai Khulsan régióban fedezték fel. A típusfajt, mely egyben eddig az egyetlen felfedezett faja, az úgynevezett Tylocephale gilmorei-t, Teresa Maryańska és Halszka Osmólska írta le 1974-ben.